# Тодор Писков
Тодор Данаилов Писков е български електроинженер, офицер, генерал-майор.

## Биография
Тодор Писков е роден на 27 ноември 1893 г. в Анхиало. Завършва реална гимназия в Сливен. От 1910 до 1912 г. учи във Военното училище в София. От септември 1912 г. като офицерски кандидат е командир на взвод в 1-ва рота на 4-та пионерна дружина. На 22 ноември същата година получава първо офицерско звание подпоручик. На 2 август 1915 г. е произведен в чин поручик. От 1915 до 1918 г. е командир на трета колоездачна рота към първа конна дивизия, като на 18 септември 1917 г. е произведен в чин капитан. В отделни периоди е командир на пионерна рота в 6-а пионерна дружина, паркова рота към железопътния полк и рота в 1-ва колоездачна дружина. През 1923 г. завършва Инженерна школа, на 6 май 1924 г. е произведен в чин майор, а от 1925 до 1929 г. учи електроинженерство в Германия, като на 6 май 1928 г. е произведен в чин подполковник.
От 1929 г. служи като началник на инженерният отдел на ШРБЕК, след което от 1931 г. е началник на Механо-свързочното училище, след което през 1934 г. е назначен на служба към щаба на 3-та военно-инспекционна област. През 1931 г. изкарва курс за инженери във Военната академия. През 1935 г. е назначен за началник на инженерното отделение в техническия отдел на Щаба на армията, като на 6 май същата година е произведен в чин полковник. От следващата година е началник на техническото отделение на Инженерната инспекция. На 1 март 1938 г. е назначен за инспектор на свързочни войски. Излиза в запас на 28 октомври 1940 г. Умира в София през 1953 г.

## Ордени
- Орден „За храброст“ 4-та степен, 2-ри клас;
- Орден „Св. Александър“ 3-та и 4-та степен;
- Орден „За заслуга“;
- Орден „За военна заслуга“;
- Германски орден „Железен кръст“.

## Военни звания
- Офицерски кандидат (септември 1912)
- Подпоручик (22 ноември 1912)
- Поручик (2 август 1915)
- Капитан (18 септември 1917)
- Майор (6 май 1924)
- Подполковник (6 май 1928)
- Полковник (6 май 1935)
- Генерал-майор (3 октомври 1940)